# Pamphagus sardeus
Pamphagus sardeus (Herrich-Schäffer, 1840) è un insetto ortottero della famiglia Pamphagidae, uno dei più massicci ortotteri italiani.

## Distribuzione e habitat
Questa specie si può trovare esclusivamente in Sardegna, e si incontra più frequentemente in primavera e estate nella parte meridionale dell'isola, dove vive in praterie naturali aride.

## Descrizione
I maschi adulti crescono fino a una lunghezza di 45,9–61 millimetri (1,81–2,40 in), mentre le femmine raggiungono i 55–70 millimetri (2,2–2,8 in). 
La forma complessiva è tipicamente da Pamphagidae e molto simile a Pamphagus marmoratus, tanto che per molto tempo questa specie è stata riportata come P. marmoratus prima che i lavori di Harz (1969 e 1975) la separassero definitivamente sulla base dei cerci più lunghi, del differente profilo dell'ultimo tergite e della forma dei genitali maschili.

## Biologia
Pamphagus sardeus, come gli altri Pamphagidae, è erbivoro.
Gli adulti, in particolare le femmine, saltano raramente, paiono piuttosto torpidi e impacciati e possono essere agevolmente catturati a mani nude.
Benché relativamente diffuso, non è facile da incontrare e non si presenta mai in un gran numero di esemplari.
Una registrazione di laboratorio attribuita a P. sardeus è disponibile sul sito web Orthoptera Species File.

## Galleria d'immagini

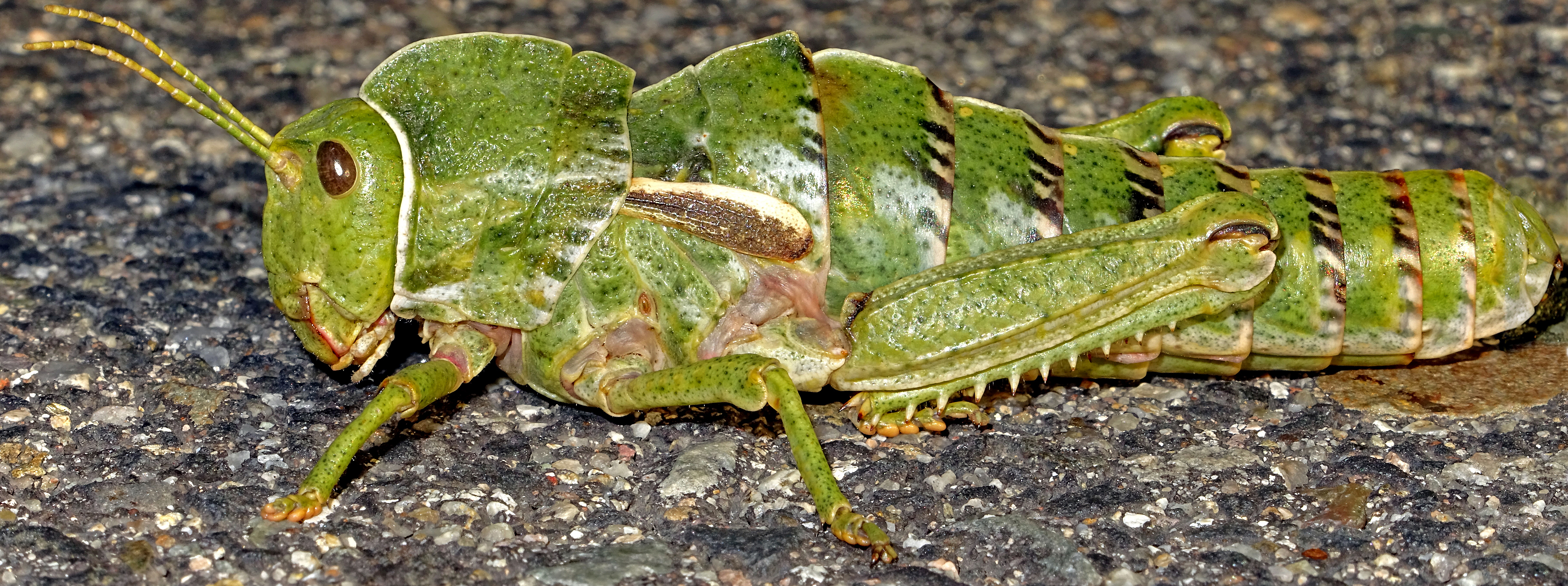
Un esemplare di femmina della specie.